# Geheimnis einer Ehe
Geheimnis einer Ehe è un film del 1951 scritto e diretto da Helmut Weiss.
Fu presentato in concorso alla 1ª edizione del Festival di Berlino.

## Trama
Tina Camphausen ha tre figli, Christian, Schwänchen e Musi, che ha cresciuto per 15 anni senza un padre. La famiglia conduce una vita tranquilla insieme a Paul, compagno della donna che anche i figli hanno accettato. La convivenza viene messa alla prova quando fa la sua comparsa Felix, amico d'infanzia di Tina e probabile padre biologico di Christian.

## Distribuzione
Dopo l'anteprima al Festival di Berlino, il film fu distribuito in Germania Ovest a partire dal 7 settembre 1951.